# آرامائیس یرزینکیان
آرامائیس هاروتیونی یرزینکیان (Արամայիս Հարությունի Երզնկյան؛ انگلیسی: Aramayis Erzinkian; زادهٔ ۲ مهٔ ۱۸۷۹ - درگذشته ۱۹۳۸) یک سیاست‌مدار اهل ارمنستان بود که بین سال‌های ۱۹۳۱ تا ۱۹۳۳ شهردار ایروان بود.

## زندگی‌نامه
وی در مدرسه نرسیسیان و دانشگاه ژنو تحصیل نمود. در سال ۱۹۳۸ وی یکی از قربانیان پاکسازی بزرگ دوره استالین بود.

## یادداشت
1. ↑  Միքայել Չալյան